# Regionalwahl in Umbrien 1990
Die Regionalwahl in Umbrien 1990 fand am 6. und 7. Mai statt.

## Wahlergebnis
| Listen            | Listen                                        | Stimmen | %    | Mandate |
| ----------------- | --------------------------------------------- | ------- | ---- | ------- |
|                   | Partito Comunista Italiano                    | 221.330 | 38,4 | 12      |
|                   | Democrazia Cristiana                          | 158.727 | 27,5 | 9       |
|                   | Partito Socialista Italiano                   | 92.802  | 16,1 | 5       |
|                   | Movimento Sociale Italiano – Destra Nazionale | 25.664  | 4,4  | 1       |
|                   | Caccia Pesca Ambiente                         | 19.078  | 3,3  | 1       |
|                   | Partito Repubblicano Italiano                 | 15.828  | 2,7  | 1       |
|                   | Lista Verde                                   | 12.467  | 2,2  | 1       |
|                   | Verdi Arcobaleno                              | 8.001   | 1,4  | –       |
|                   | Democrazia Proletaria                         | 7.081   | 1,2  | –       |
|                   | Partito Socialista Democratico Italiano       | 6.843   | 1,2  | –       |
|                   | Partito Liberale Italiano                     | 4.358   | 0,8  | –       |
|                   | Lista Pensionati                              | 3.434   | 0,6  | –       |
|                   | Lega Lombarda – Lega Centro                   | 1.370   | 0,2  | –       |
| Gesamt            | Gesamt                                        | 576.973 | 100  | 30      |
|                   |                                               |         |      |         |
| Ungültige Stimmen | Ungültige Stimmen                             | 40.164  | 6,5  |         |
| Wähler            | Wähler                                        | 617.137 | 90,6 |         |
| Wahlberechtigte   | Wahlberechtigte                               | 681.144 |      |         |